# William James Lewis
Pour les articles homonymes, voir William Lewis et Lewis.
William James Lewis (1830-1910) est un médecin et un homme politique canadien du Nouveau-Brunswick.

## Biographie
Lewis naît le 23 septembre 1830 à Hillsborough, au Nouveau-Brunswick. Il suit des études de médecine à l'université de Glasgow et devient le médecin légiste du comté d'Albert.
Il se lance en politique et est élu député provincial conservateur du Comté d'Albert le 1er juin 1878 et le reste jusqu'en 1896. Pendant ces 18 ans, il sera notamment membre du Conseil exécutif et Ministre sans portefeuille de juillet 1882 à février 1883. Il se présente ensuite aux élections fédérales et est élu député indépendant de la circonscription d'Albert le 23 juin 1896, puis réélu sous l'étiquette libérale aux élections suivantes en 1900.
Lewis meurt le 22 juin 1910.